# Episodi di Mystery! (quinta stagione)
La quinta stagione della serie televisiva Mystery! è stata trasmessa in anteprima negli Stati Uniti d'America dalla Public Broadcasting Service tra il 18 ottobre 1984 e il 30 maggio 1985.
| nº | Titolo originale                                                 | Titolo italiano | Prima TV USA     | Prima TV Italia |
| -- | ---------------------------------------------------------------- | --------------- | ---------------- | --------------- |
| 2  | Rumpole of the Bailey III: Rumpole and the Genuine Article       |                 | 18 ottobre 1984  |                 |
| 3  | Rumpole of the Bailey III: Rumpole and the Old Boy Network       |                 | 25 ottobre 1984  |                 |
| 4  | Rumpole of the Bailey III: Rumpole and the Female of the Species |                 | 1º novembre 1984 |                 |
| 5  | Rumpole of the Bailey III: Rumpole and the Golden Thread         |                 | 8 novembre 1984  |                 |
| 6  | Rumpole of the Bailey III: Rumpole and the Sporting Life         |                 | 15 novembre 1984 |                 |
| 7  | Rumpole of the Bailey III: Rumpole and the Last Resort           |                 | 22 novembre 1984 |                 |
| 8  | Partners in Crime I: The Affair of the Pink Pearl                |                 | 29 novembre 1984 |                 |
| 9  | Partners in Crime I: The House of Lurking Death                  |                 | 6 dicembre 1984  |                 |
| 10 | Partners in Crime I: Finessing the King                          |                 | 13 dicembre 1984 |                 |
| 11 | Partners in Crime I: The Clergyman's Daughter                    |                 | 20 dicembre 1984 |                 |
| 12 | Partners in Crime I: The Sunningdate Mystery                     |                 | 27 dicembre 1984 |                 |
| 13 | Praying Mantis (Part 1)                                          |                 | 10 gennaio 1985  |                 |
| 14 | Praying Mantis (Part 2)                                          |                 | 17 gennaio 1985  |                 |
| 15 | Praying Mantis (Part 3)                                          |                 | 24 gennaio 1985  |                 |
| 16 | Agatha Christie Stories II: Jane in Search of a Job              |                 | 31 gennaio 1985  |                 |
| 17 | Agatha Christie Stories II: The Mystery of the Blue Jar          |                 | 7 febbraio 1985  |                 |
| 18 | Agatha Christie Stories II: The Fourth Man                       |                 | 14 febbraio 1985 |                 |
| 19 | Agatha Christie Stories II: In a Glass Darkly                    |                 | 21 febbraio 1985 |                 |
| 20 | Agatha Christie Stories II: The Case of the Middle-Aged Wife     |                 | 28 febbraio 1985 |                 |
| 21 | Agatha Christie Stories II: The Case of the Discontented Soldier |                 | 7 marzo 1985     |                 |
| 22 | The Adventures of Sherlock Holmes I: A Scandal in Bohemia        |                 | 14 marzo 1985    |                 |
| 23 | The Adventures of Sherlock Holmes I: The Dancing Men             |                 | 21 marzo 1985    |                 |
| 24 | The Adventures of Sherlock Holmes I: The Naval Treaty            |                 | 28 marzo 1985    |                 |
| 25 | The Adventures of Sherlock Holmes I: The Solitary Cyclist        |                 | 4 aprile 1985    |                 |
| 26 | The Adventures of Sherlock Holmes I: The Speckled Band           |                 | 11 aprile 1985   |                 |
| 27 | The Adventures of Sherlock Holmes I: The Crooked Man             |                 | 18 aprile 1985   |                 |
| 28 | The Adventures of Sherlock Holmes I: The Blue Carbuncle          |                 | 25 aprile 1985   |                 |
| 29 | The Woman in White (Part 1)                                      |                 | 2 maggio 1985    |                 |
| 30 | The Woman in White (Part 2)                                      |                 | 9 maggio 1985    |                 |
| 31 | The Woman in White (Part 3)                                      |                 | 16 maggio 1985   |                 |
| 32 | The Woman in White (Part 4)                                      |                 | 23 maggio 1985   |                 |
| 33 | The Woman in White (Part 5)                                      |                 | 30 maggio 1985   |                 |